# 2021. május 3-i konzisztórium
A 2021. május 3-i konzisztóriumot Ferenc pápa hívta össze. Ezen a konzisztóriumon 7 boldog szenttéavatási határozatát hirdette ki és 8 diakónus-bíborost emelt presbiter-bíborossá, közülük 5 pápaválasztó (80 év alatti).

#### Szenttéavatási határozatok
- Devasahayam Lázár vértanú, az első laikus indiai szent
- César De Bus francia pap, a Keresztény Tanítás Atyái Kongregáció alapítója
- Luigi Maria Palazzolo olasz pap, a Szegény Nővérek és a Szent Család Testvérei - Palazzolo Intézet - alapítója
- Giustino Maria Russolillo a Nápolyi főegyházmegye papja, az Isteni Hivatások Társasága és az Isteni Hivatások Nővérei Kongregáció alapítója
- Charles de Foucauld francia pap, a Jézus Kis Testvérei és Kis Nővérei rend alapítója
- Jézusról nevezett Maria Francesca (született: Anna Maria Rubatto) olasz szerzetesnővér, a Loanói Kapuciunus Terciánus Nővérek alapítója
- Maria Domenica Mantovani szerzetesnővér, a Szent Család Kis Nővérei Intézete társalapítója és első elöljárója

#### Előléptetett bíborosok
| Nº                         | Ország                    | Név                    | Életkor                | Hivatal                                                                      |
| Pápaválasztó bíborosok     | Pápaválasztó bíborosok    | Pápaválasztó bíborosok | Pápaválasztó bíborosok | Pápaválasztó bíborosok                                                       |
| -------------------------- | ------------------------- | ---------------------- | ---------------------- | ---------------------------------------------------------------------------- |
| 1                          | Guinea                    | Robert Sarah           | 75                     | az Istentiszteleti és Szentségi Fegyelmi Kongregáció nyugalmazott prefektusa |
| 2                          | Amerikai Egyesült Államok | Raymond Leo Burke      | 72                     | az Apostoli Szignatúra Legfelsőbb Bírósága nyugalmazott prefektusa           |
| 3                          | Svájc                     | Kurt Koch              | 71                     | a Keresztény Egységtörekvés Pápai Tanácsa elnöke                             |
| 4                          | Olaszország               | Mauro Piacenza         | 76                     | apostoli főpenitenciárius                                                    |
| 5                          | Olaszország               | Gianfranco Ravasi      | 78                     | a Kultúra Pápai Tanácsa elnök                                                |
| Nem pápaválasztó bíborosok |                           |                        |                        |                                                                              |
| 6                          | Olaszország               | Angelo Amato S.D.B.    | 82                     | a Szenttéavatási Ügyek Kongregációja nyugalmazott prefektusa                 |
| 7                          | Olaszország               | Francesco Monterisi    | 86                     | a Falakon-kívüli Szent Pál-bazilika nyugalmazott főpapja                     |
| 8                          | Németország               | Walter Brandmüller     | 92                     | a Pápai Történettudományi Bizottság nyugalmazott elnöke                      |